# Wild Seed (альбом)
Wild Seed (англ. «Дике сім’я») — другий альбом Мортена Гаркета (1995), що став важливим етапом його кар’єри. У групі a-ha пісні писали тільки Пол Воктор-Савой та Магне Фуругольмен, а Мортена сприймали лише як виконавця. Тому пісні, написані для цього альбому ним самим, стали відкриттям для прихильників a-ha. Альбом протримався в національному хіт-параді Норвегії 12 тижнів і потрапив до багатьох європейських чартів. Під час написання цього альбому Мортен знову співпрацював з Говардом Ремом, одним із авторів та ідейним натхненником випуску збірника Poetenes Evangelium. Одна з композицій, що увійшли до «Wild Seed», «Brodsky Tune» — це покладений на музику вірш російського поета Йосипа Бродського «Bosnia Tune». У пісні «Spanish Steps» згадуються всесвітньо відомі Іспанські сходи в Римі.

## Список композицій
1. «A Kind of Christmas Card»
2. «Spanish Steps»
3. «Half in Love and Half in Hate»
4. «Brodsky Tune»
5. «Wild Seed»
6. «Los Angeles»
7. «East Timor»
8. «Lay Me Down Tonight»
9. «Tell Me What You See»
10. «Stay»
11. «Lord»